# Washington Capitols
Washington Capitols fue un antiguo equipo de la Basketball Association of America (lo que sería más adelante la NBA) con base en Washington D. C. Entró en la NBA en 1949 y sus partidos en casa los jugaba en el Uline Arena, con capacidad para 7500 espectadores. Fue entrenado entre 1946 y 1949 por el miembro del Basketball Hall of Fame Red Auerbach. En sus filas jugó el primer afrodescendiente que llegó a ser profesional, Earl Lloyd.

## Temporadas
| Temporada                 | G                         | P                         | %                         | Playoffs                  | Resultado                         |
| Washington Capitols (BAA) | Washington Capitols (BAA) | Washington Capitols (BAA) | Washington Capitols (BAA) | Washington Capitols (BAA) | Washington Capitols (BAA)         |
| ------------------------- | ------------------------- | ------------------------- | ------------------------- | ------------------------- | --------------------------------- |
| 1946–47                   | 49                        | 11                        | 0.817                     | 2–4                       | Pierde en semifinales             |
| 1947–48                   | 28                        | 20                        | 0.583                     | 0–1                       | Pierde en desempate del Oeste     |
| 1948–49                   | 38                        | 22                        | 0.633                     | 6–5                       | Pierde Finales de la BAA          |
| Washington Capitols (NBA) |                           |                           |                           |                           |                                   |
| 1949–50                   | 32                        | 36                        | 0.471                     | 0–2                       | Pierde en semifinales de división |
| 1950–51                   | 10                        | 25                        | 0.286                     | No se clasificó           |                                   |

## Entrenadores
- 1946–1949 – Red Auerbach
- 1950 – Bob Feerick (jugador-entrenador)
- 1951 – Bones McKinney (jugador-entrenador)